# Polymultipliée de l'Hautil
La Boucles de Seine Saint-Denis era una corsa in linea maschile di ciclismo su strada che si svolse in Francia, nel maggio nel 1997 e nel 1998.

## Albo d'oro
Aggiornato all'edizione 1998.
| Anno | Vincitore        | Secondo    | Terzo           |
| ---- | ---------------- | ---------- | --------------- |
| 1997 | Mauro Gianetti   | Xavier Jan | Lylian Lebreton |
| 1998 | Emmanuel Magnien | Jens Voigt | Pascal Lino     |